# 瓦列里·斯克鲁格
瓦列里·斯捷潘诺维奇·斯克鲁格（羅馬化：Valeriy Stepanovich Skrug；1963年6月20日—）是俄罗斯政治人物，第五届、第七届和第八届国家杜马代表。
1994年，斯克鲁格被任命为别尔哥罗德州工商会主席。2001年和2005年当选第三届和第四届别尔哥罗德市杜马代表。2011年，他被任命为第五届国家杜马代表。斯克鲁格分别于2016年和2021年再次当选第七届和第八届国家杜马议员。

## 制裁
斯克鲁格于2022年因俄乌战争而受到英国政府制裁。